# Ражукс, Ромуальдс
Ромуальдс Ражукс (латыш. Romualds Ražuks, 19 ноября 1955 года, Вильнюс) — латвийский врач и политик литовского происхождения. Второй председатель Народного фронта Латвии. Председатель Юрмальской городской думы (2010) и депутат Седьмого (от «Латвийского пути», вице-спикер) и Одиннадцатого (от Партии реформ Затлерса) Сейма Латвии. Хабилитированный доктор медицинских наук. Депутат Рижской думы (1997). Награждён Орденом Трёх звёзд 4-й степени, Орденом Великого князя Литовского Гядиминаса 5-й степени (2001), орденом «За заслуги перед Литвой» 4-й степени (2011) и медалью Балтийской ассамблеи (2002). При президенте Затлерсе возглавлял Консультативный совет нацменьшинств. С 2005 по 2006 г. представлял НАТО на Южном Кавказе; в 2011 году недолгое время возглавлял комиссию Сейма по иностранным делам.